# Jeux vidéo Bob Morane
Pour les articles homonymes, voir Bob Morane (homonymie).
Bob Morane est une série de jeux vidéo d'action-aventure basée sur des romans de Bob Morane et éditée entre 1987 et 1988 par Infogrames sur ordinateurs personnels. Chaque jeu sur cassette ou disquette est distribué avec un guide de jeu et un livre appelé Bob Morane Magazine, comportant quelques articles et un roman d'Henri Vernes, et une bande dessinée.

## Historique
Bruno Bonnell, qui entend régulièrement à la radio le nom de Bob Morane dans la chanson L'Aventurier d'Indochine avant l'été 1987, a négocié une licence et investi une somme importante pour acquérir les droits. Les jeux Bob Morane sont un échec, malgré un investissement important en interne. En dépit d'un marketing agressif, c'est l'un des grands fiascos de l'histoire du jeu vidéo. À ce sujet, Bonnell déclare avoir manqué de clairvoyance et précise que si Bob Morane était un héros pour lui lorsqu'il était jeune, il ne représente plus rien pour les jeunes en 1987.

## Liste de jeux
- Bob Morane : Chevalerie (1987, Atari ST, Thomson MO6, Thomson TO8, Commodore 64), jeu inspiré de La Prisonnière de l'Ombre Jaune (1978)[4],[5],[6],[7],[8] ;
- Bob Morane : Science Fiction (1987, Atari ST, Thomson MO6, Thomson TO8, Amstrad CPC), jeu inspiré du roman Le Satellite de l'Ombre Jaune (1968)[9],[10],[11];
- Bob Morane : Jungle (1988, Atari ST, Thomson MO6, Thomson TO8), jeu inspiré de La Vallée des mille soleils (1960)[12],[13],[14],[15] ;
- Bob Morane : Océans (1988, PC, Amiga, Commodore 64, Amstrad CPC, Atari ST), jeu inspiré de Opération Atlantide (1956)[16],[17],[18],[19],[20],[21],[22],.